# Теплоутилизатор
Теплоутилизатор — регенератор (рекуператор) с направленным движением теплоносителя, предполагающий наличие локальной системы вентиляции с одновременной утилизацией теплоты воздуха, удаляемого из помещения. Движение воздуха в теплоутилизаторе осуществляется сразу в двух направлениях, при этом скорость движения остается одинаковой. Математическая модель регенаративного теплоутилизатора даёт ответ на вопрос о принципах его работы и целевом использовании.

## Значение
Теплоутилизаторы повышают комфортность проживания, при этом существенно снижая затраты на отопление и вентиляцию, объединяя эти два важных процесса в один. Данное приспособление возможно использовать не только в жилых помещениях, но и на производстве. Экономия средств составляет 30-70 %.